# Manggarai (peuple)
Pour les articles homonymes, voir Manggarai.

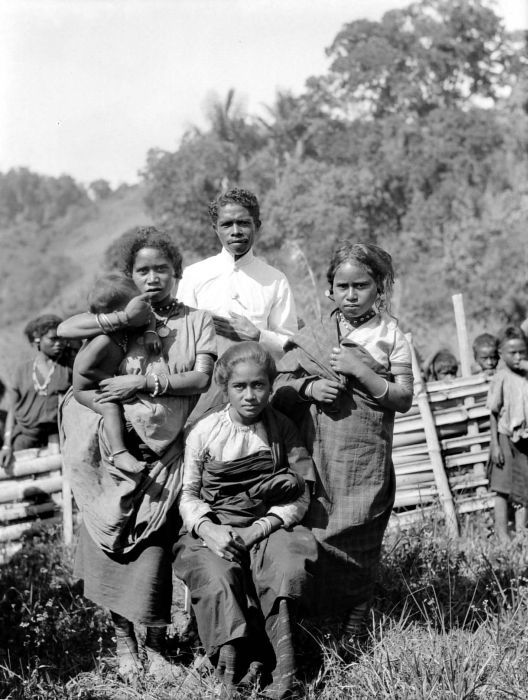
Famille manggarai d'Indonésie

Les Manggarai sont un groupe ethnique d'Indonésie habitant l'ouest de l'île de Florès dans la province des petites îles de la Sonde orientales. En 2000, ils étaient au nombre d'environ 500 000.
Leur langue appartient au sous-groupe du bima-sumba de la branche malayo-polynésienne des langues austronésiennes.
Les Manggarai furent tour à tour sujets des sultans de Bima dans l'île de Sumbawa et des rois makassar du sud de Sulawesi.